# Litica dinosaurusa
Litica dinosaurusa јe 118. epizoda seriјala Mali rendžer (Kit Teler) obјavljena u Lunov magnus stripu #266. Epizoda јe premijerno u bivšoj Jugoslaviji objavljena u 16.7.1977. godine. Koštala je 10 dinara (0,54 $; 1,29 DEM). Izdavač јe bio Dnevnik iz Novog Sada. Autor korica je nepoznat. Epizoda se nalazila na stranama 3-142. 

## Reprize ove epizode
Epizoda je reprizirana u kolekcionarskom serijalu Mali rendžer If edizione u #59. U Italiji se ova sveska pojavila u februaru 2017. Koštala je 6,9€. Hrvatsko izdanje objavljeno je u aprilu 2024. godine pod nazivom Fantom iz opere. prodavalo se po ceni od 5,3 €. U Srbiji se hrvatski prevod prodavao po 595 din (5 €). U Srbiji epizode Kit Telera još uvek nisu reprizirane kao edicija, osim sporadično krajem osamdesetih u LMS, te u obnovljenoj ediciji Lunov magnus strip počev od 2023. godine.

## Spisak epizoda
Pogledati još Spisak epizoda edicije Lunov magnus strip i Kit Teler (spisak i sadržaj epizoda)